# Kakuzuke Tōshi Jōhō Center
Die K.K. Kakuzuke Tōshi Jōhō Center (jap. 株式会社格付投資情報センター, Kabushiki kaisha Kakuzuke Tōshi Jōhō Sentā, engl. Rating and Investment Information, Inc. (kurz: R&I)) ist eine japanische Rating-Agentur mit Sitz in Chūō, Tokio.
Sie gehört zur Nikkei-Gruppe und ist seit 2007 durch die United States Securities and Exchange Commission (SEC) als Nationally Recognized Statistical Rating Organization (NRSRO)  anerkannt.

## Geschichte
Das Unternehmen hat seine Wurzeln in einer 1975 gegründeten internen Arbeitsgruppe der Nihon Keizai Shimbun (Nikkei). Am 1. April 1998 wurde sie als K.K. Nihon Kakuzuke Tōshi Jōhō Center (株式会社日本格付投資情報センター, engl. Japan Rating and Investment Information, Inc.) gegründet und nahm im Jahr 2000 ihren heutigen Namen an. Seit 2007 ist die Ratingagentur in den Vereinigten Staaten als NRSRO anerkannt.